# Pachylophus yunnanensis
Pachylophus yunnanensis är en tvåvingeart som beskrevs av Yang 1994. Pachylophus yunnanensis ingår i släktet Pachylophus och familjen fritflugor.
Artens utbredningsområde är Yunnan (Kina). Inga underarter finns listade i Catalogue of Life.